# جون غاري لان
جون غاري لان هو قاضي وسياسي كندي، ولد في 2 مايو 1942. حزبياً، نشط في حزب ساسكاتشوان المحافظ التقدمي. وقد انتخب عضو المجلس التشريعي من ساسكاتشوان.